# 周恩来在上海
《周恩来在上海》是中国中央电视台为纪念周恩来诞辰一百周年，以1927年到1931年的周恩来在上海工作的经历改編製作的電視劇。全劇共18集，於1998年年初拍摄完成，导演汪遵熹。
此劇故事开始于1927年第一次国共合作破裂，结束于1931年12月，周恩来等中共中央领导人迁到江西苏区。比较全面的展现了中共中央在白色恐怖下的上海的四年。此剧是特型演员刘劲早期作品和成名作，其后他在数十部影视作品中扮演周恩来。刘劲称1998年电视剧在央视播出后，陳立夫看过此剧，题写“善与人同”四个字寄给他。
《上观新闻》相关报道称剧中饰演陈赓的夏正兴获1998年第16届中国电视金鹰奖最佳男配角提名，但他不在名单内。

## 演員表
- 刘劲 飾 周恩来
- 王允 飾 邓颖超
- 马晓伟 飾 瞿秋白
- 徐风 飾 李立三
- 史鑫 飾 邓小平
- 谢钢 飾 陈云
- 夏正兴 飾 陈赓
- 尹铸胜 飾 顾顺章
- 徐峥 飾 王明
- 刘小锋 飾 彭湃
- 许守钦 飾 向忠发
- 邵宏来 飾 陈独秀
- 赵屹鸥 飾 潘汉年
- 王健青 飾 任弼时
- 洪彬 飾 李克农
- 唐汤民 飾 钱壮飞
- 晋松 飾 蔡和森
- 郝平 飾 杨匏安
- 周野芒 飾 杨云史
- 雷镇语 飾 蒋介石
- 刘洁 飾 宋美龄
- 任伟 飾 陈立夫
- 李成儒 飾 徐恩曾
- 张喜前 飾 白鑫
- 奇梦石 飾 杨度